# Rowland S. Howard
Rowland Stuart Howard (24. listopada 1959. – 30. prosinca 2009.) bio je australski rock glazbenik, gitarist i kantautor poznat po svom radu s post-punk sastavom The Birthday Party i kasnijoj solo karijeri.

## Mladost
Rowland Stuart Howard rođen je 24. listopada 1959. u Melbourneu kao drugo od troje djece Johna Stantona Howards i Lorraine Howard rođene Stuart. Brat Harry i sestra Angela također su se bavili glazbom. U intervjuu 2016. godine Harry je izjavio kako mu je obitelj s očeve strane engleskog, a majčine strane škotskog podrijetla.

## Karijera

### 1978–1990
U dobi od 16 godina napisao je pjesmu Shivers dok je bio u sastavu The Young Charlatans. Zadobio je pohvale nakon što se pridružio melbourneskom bendu The Boys Next Door, kada je pjesma objavljena kao singl. Sastav je zatim promijenio ime u The Birthday Party i Howardova disonantna gitara ostala je glavni oslonac u njihovom zvuku. 1980. godine sastav se seli iz Australije u London, a potom u Zapadni Berlin. Rane snimke sastava izdala je u Australiji kuća Missing Link Records, a u Ujedinjenom Kraljevstvu kuća 4AD. Kasnije su ušli u stalan odnos s izdavačkom kućom Mute Records na području Europe. 
Howard je također s kolegama iz benda Birthday Party Nickom Caveom i Mickom Harveyem bio članom kratkotrajnog projekta Tuff Monks. Međutim, Howard i pjevač Nick Cave imali su značajne 'kreativne razlike', te Howard napušta sastav za vrijeme njihove transformacije u novi sastav The Bad Seeds. Ubrzo je postao članom sastava Crime & the City Solution pod vodstvom Simona Bonneyja s kojima se 1987. godine pojavljuje u filmu Nebo nad Berlinom njemačkog redatelja Wima Wendersa s izvedbom pjesme "Six Bells Chime". Kasnije je osnovao sastav These Immortal Souls s djevojkom Genevieve McGuckin, bratom Harryjem Howardom, a snimke im izdaje kuća Epic Soundtracks.
These Immortal Souls izdaju prvi studijski album  Get Lost, (Don't Lie!) 1987. godine i sviraju po Europi i Americi, vraćajući se u Australiju na kratku turneju 1988. godine.